# 小行星7312
小行星7312（英語：7312）是一颗围绕太阳公转的小行星。1996年1月13日，上田清二、金田宏在钏路市发现了此天体。
这颗小行星的绝对星等为294.03392等。